# Čermná ve Slezsku
Čermná ve Slezsku là một làng thuộc huyện Opava, vùng Moravskoslezský, Cộng hòa Séc.